# Concerto for Group and Orchestra
Concerto for Group and Orchestra (у перекладі з англ.: Концерт для гурту з оркестром) — четвертий альбом гурту Deep Purple, записаний разом із симфонічним оркестром. Одна з перших спроб гармонійно поєднати класичну музику і рок-музику в одному творі. Це перший повноцінний альбом, у якому Ієн Гіллан виступає на вокалі (хоч і невелика партія) та Роджер Гловер на басу. Вийшов у США в грудні 1969, а в Англії в січні 1970 року. Перевидано в 1990 з двома бонус-треками.

## Історія створення
До моменту утворення другого складу Deep Purple в групі існувало протистояння між артроковими амбіціями Лорда і хард-роковими Блекмора. Джон Лорд розглядав можливість створення твору, який поєднає в собі риси класичної та рок-музики. Менеджер Deep Purple Тоні Едвардс вирішує піти ва-банк і резервує Альберт-Холл на 24 вересня, залишивши Джону Лорду близько півроку на написання партитури.
Тим часом Джону Лорду незвичайно пощастило. Видавець Deep Purple, Бен Нісбет, виявився товаришем Малкольма Арнольда. Бен Нісбет запропонував Малкольму Арнольду диригувати Concerto, на що той погодився.
Оригінальна партитура концерту, на жаль, була втрачена в 1970 році; однак її було виконано знову в 1999 році з відтвореною партитурою, і відтоді її виконували кілька разів.

## Concerto
Концерт розділений на три частини.
Перша частина (Moderato – Allegro)
Після розгорнутого оркестрового вступу група та оркестр працюють як окремі блоки, намагаючись отримати домінування над основною темою та діючи, як антагоністи один одному. Є каденції для електрогітари та кларнета.
Друга частина (Andante), зі словами, заспівані Ієном Гілланом
Цей рух базується на двох мелодіях, які грають у різних аранжуваннях оркестром і групою, окремо та разом. Після комбінованої поп-блюзової версії другої мелодії лунає органна каденція, за якою йде тихе закінчення оркестру. До речі, щодо слів, Гіллан написав їх перед початком концерту :) .
Третя частина (Vivace – Presto)
Окрім барабанного соло Ієна Пейса, музика поєднує оркестр і групу разом у "вільний для всіх". Рух чергується між розмірами 6/8 і 2/4.

## Список доріжок на оригінальному вініловому виданні

### Перша сторона
- First Movement: Moderato — Allegro
- Second Movement: Andante Part 1

### Друга сторона
- Second Movement: Andante Conclusion
- Third Movement: Vivace — Presto

## Перевидання на CD 1990 року
- 1. Wring That Neck
- 2. Child In Time
- 3. First Movement: Moderato — Allegro
- 4. Second Movement: Andante
- 5. Third Movement: Vivace — Presto